# 井村徳二
井村 徳二（いむら とくじ、1899年（明治32年）11月18日 - 1958年（昭和33年）10月27日）は、石川県出身の実業家、政治家。
創業者の井村徳三郎の後、宮市大丸の社長に就任し、合併に伴い大和の初代社長に就任。
衆議院議員（1期）。参議院議員（1期）。
父は井村徳三郎（大和の前身である宮市百貨店創業者）。子女は井村寿二（勁草書房創業者、元大和会長）、宮太郎（元大和社長）、井村喜代子（慶應義塾大学名誉教授、マルクス経済学者）。従兄に鍔甚平（つば甚店主）。

## 経歴
1953年（昭和28年）4月24日の第3回参議院議員通常選挙では林屋亀次郎が国務大臣として行った地元石川県の内灘試射場の用地接収（内灘闘争）を批判して組合を味方につけ、現職の国務大臣を破る大番狂わせを演じた。
当時林屋が旧丸越本店の場所で後に丸越となる百貨店を武蔵として経営し、井村が大和を経営していたため、このときの争いは「武蔵」と「大和」の内灘沖会戦と呼ばれたが、対立候補の林屋は1943年（昭和18年）12月21日に戦時統合で林屋が経営していた丸越との合併で大和となった際に林屋が初代会長で井村が初代社長を務めた関係でもあった。また、北陸鉄道の代表取締役社長を1949年から1954年まで歴任した。
議員在職中の1958年（昭和33年）10月27日、死去した。58歳没。同月29日、特旨を以て位記を追賜され、死没日付をもって正五位勲三等に叙され、瑞宝章を追贈された。哀悼演説は同月31日、参議院本会議で大和与一により行われた。

## 国政選挙歴
- 1947年（昭和22年）4月25日：第23回衆議院議員総選挙に民主党から立候補し初当選
- 1949年（昭和24年）1月23日：第24回衆議院議員総選挙で落選
- 1953年（昭和28年）4月24日：第3回参議院議員通常選挙に改進党から立候補し当選（国務大臣で前職の林屋亀次郎に勝利）[7]